# Виноградная кислота
Виноградная кислота — рацемическая смесь D-(-) и L-(+) стереоизомерных форм винной кислоты.

## История
- Виноградная кислота была открыта в 1822 году как побочный продукт при получении винной кислоты, а в 1830 году Берцелиус установил, что она имеет тот же элементный состав, что и винная кислота.
- Пастер разделил виноградную кислоту на оптические изомеры, применив цинхониновые соли: такая соль для левого изомера трудно растворима, в отличие от соли правого изомера винной кислоты, а поэтому легче кристаллизуется. Используя эту особенность оптических изомеров винной кислоты, Л. Пастер получил по отдельности цинхониновую соль L-изомера и D-изомера винной кислоты и обработав каждую из них соляной кислотой, получил растворы оптических изомеров винной кислоты в свободном виде.

## Получение
- Виноградная кислота получается длительным нагреванием водных растворов D- или L-винной кислоты (рацемизация).
- Окисление фумаровой кислоты перманганатом калия.
- Восстановление глиоксиловой кислоты цинком в уксусной кислоте.
- В промышленных масштабах виноградную кислоту выделяют из отходов виноделия: винного камня, виннокислой извести, сушёных винных дрожжей.

## Физические свойства
Виноградная кислота — бесцветные кристаллы, из воды кристаллизуется в виде кристаллогидрата 2С4Н6О6 • 2Н2О (т. пл. 73°С). Растворимость дигидрата (г в 100 г р-рителя): в воде — 9,230°С; 20,620°С; 185100°С, в этаноле — 2,0815°С, в эфире — 1,08.
Из спирта кислота кристаллизуется в безводной форме (т. пл. 205°С).

## Химические свойства
- Виноградная кислота является слабой кислотой. Константы диссоциации К1 = 1,02⋅10-3, К2 = 4,0⋅10-5 (25 °С).
- При пиролизе виноградной кислоты образуется пировиноградная кислота:

HOOC-CH(OH)-CH(OH)-COOH → CH3-C(=O)-COOH

## Применение
- в пищевой промышленности,
- в медицине,
- в аналитической химии,
- соли виноградной кислоты используются при крашении тканей и др.

## Цена
Виноградная кислота производится в относительно больших количествах. Цена сильно зависит от степени очистки, для технического продукта ~10 $/кг.